# Drie daghe here
Drie daghe here is een Middelnederlandse sotternie.  Deze sotternie is bewaard gebleven in het Hulthemse handschrift. De sotternie is niet volledig bewaard gebleven. De overgebleven eerste 405 in rijm opgestelde regels geven ons wel een goed idee over de inhoud van het stuk.
De sotternie Drie daghe here verhaalt over hoe een man die thuis onder de sloef ligt, een deal met zijn echtgenote sluit.  In ruil voor een dure pels, laat zij hem drie dagen lang de baas zijn in huis.  De man geniet hiervan zo dat hij zijn buren uitnodigt en bij de gelegenheid zijn vrouw rond-commandeert.

## Rollen
- Ghebuer
- Wyf
- Jan (buurman)
- Bette (buurmans echtgenote)